# 佐々木宗雄 (物理学者)
佐々木 宗雄（ささき むねお、1914年-?）は、日本の物理学者。

## 来歴・人物
熊本県生まれ。1941年京都帝国大学理学部物理学科卒業。1954年「高エネルギーにおける重水素核の光分解」で東京教育大学理学博士。東京文理科大学助手、東京都立大学 (1949-2011)助教授をへて教授、78年定年退官、名誉教授。

## 著書
- 『核融合反応』日刊工業新聞社 1958
- 『物理学 大学理工系』理工学社 1980

### 共著編
- 『原子力の話』久世寛信共著 筑摩書房(中学生全集  1953
- 『物理のパラドクス』編 みすず書房 1970
- 『科学物知り百科』 (学研まんがひみつシリーズ)監修, 内山安二絵 学習研究社 1973
- 『コロ助の科学質問箱』（同上）
- 『物理学』 (高看基礎講座) 永田恒夫, 鈴木良治共著 メヂカルフレンド社 1974

### 翻訳
- ハイゼンベルク『原子核の物理』 (現代科学叢書) みすず書房 1957
- ベルヴィッチ『機械の言葉と人間の言葉』 (現代科学叢書) みすず書房 1958
- アイザック・アシモフ『原子の内幕 百万人の核物理学入門』学習研究社 1966
- オーレル・ダヴィッド『サイバネティックスと人間』紀伊國屋書店 1969
- メルロー＝ポンティ『間接的言語と沈黙の声』みすず書房 2002 - 朝比奈誼, 粟津則雄, 木田元共訳[2]